# Jiří Robert Pick
Jiří Robert Pick (4. května 1925 Praha – 17. března 1983 Praha) byl český spisovatel, textař a dramatik.

## Život
Narodil se do židovské rodiny inženýra chemie Viktora Picka a jeho ženy Marie. Měl mladší sestru Zuzanu, která se později stala filmovou dokumentaristkou. Otec s rodinou odmítl v roce 1939 emigrovat, zřejmě kvůli své nemocné matce. Jiří Robert musel pro svůj židovský původ opustit studium na gymnáziu. Roku 1943 byl spolu s celou rodinou odvezen do Terezína, kde jeho otec zahynul. Ostatní členové rodiny přežili, Pick si však z Terezína odnesl těžce podlomené zdraví. S rodinou se vrátil do Prahy. Matka se sestrou Zuzanou po komunistickém puči v roce 1948 emigrovaly do Argentiny. Pick zůstal v Československu a v roce 1954 absolvoval Vysokou školu politických a hospodářských věd.
Po studiích se stal redaktorem Literárních novin. Poté se stal spisovatelem z povolání, brzy se začal věnovat i divadlu. Koncem 50. let spolupracoval s pražským klubem Reduta. V roce 1959 založil divadlo Paravan, které pak řídil jako jeho umělecký vedoucí. S Ivanem Vyskočilem se angažoval v tzv. „malých jevištních formách“. Roku 1968 založil divadélko AU. V této době byl poměrně aktivní i v humoristickém časopise Dikobraz.
Po roce 1969 se stal zakázaným autorem, jeho tvorbu občas vydávali někteří z jeho přátel. Těsně před smrtí vyšly oficiálně některé jeho divadelní hry.
Od roku 1961 byla jeho manželkou Iva Hercíková.
Zemřel roku 1983 v Praze. Pohřben byl na Novém židovském hřbitově na Olšanech.

## Dílo
- Bez ubrousku, 1954
- Ptáci a jiné ryby, 1955, humorné a satirické verše, tato kniha je zcela poplatná době.

Další knihy už navazují na tradici české parodie a v „mezích možností“, kde občas kritizoval i některé lokální nešvary socialismu, tato kritika je vedena samozřejmě pod klasickou zástěrkou snahy o zlepšení socialismu.
- Parodivan, 1957
- Kladyátor, 1958
- Monoléčky muže s plnovousem, 1961
- 7 kytic pro buvola 1966
- Ruce vzhůru boys
- Lásky hra ostudná
- Spolek pro ochranu zvířat, „novela z ghetta“;
- Příliš mnoho příbuzných - pokračování
- Kabaret s nahou slečnou, vydáno posmrtně

### Drama
Většina jeho her byla napsána pro divadla, ve kterých působil, tzv. „na míru“.
- Písničky pod parapletem, 1960
- Komedie dell´karte, 1961
- Písničky za 7, 1961
- Trafikant Jan, 1962
- Jak jsem byl zavražděn, 1963
- Danuše z Podještědí, 1964
- Romeo i Julie
- Sen o vzdálených jezerech
- Smolař ve žluté čepici
- Komedie o několika známých

### Pro děti
- Jak cestoval Vítek Svítek a Honzíček Slámů s Bububabou Amálií do Bububulámu 1960
- Dobrodružství kytičky Pepičky 1964
- Ivánkova zvířátka, strašidla a prasátka, 1969
- Výpravy za bednou 1976 Vydáno pod jménem Josefa Bendy

### Písňová tvorba
- Všichni moji dědové, 1962
- Z Košíř až po Orinoko neboli Všichni moji otcové, 1964

### Texty písní k hrám
- Dědeček v oleji od Josefa Koenigsmarka
- Válka s mloky od Karla Čapka

### Práce pro rozhlas
- Anekdoty Franci Roubíčka, tragikomedie o muži, který nedokázal neříct anekdotu. Hudba Vladimír Truc. Dramaturg Dušan Všelicha. Režie Josef Červinka. Účinkují: Tomáš Töpfer, Růžena Merunková, Barbora Kodetová, Marie Marešová, Miloš Hlavica, Jiří Lábus, Zdeněk Ornest, Josef Velda, Oldřich Vízner, Martin Velda, Simona Stašová a Jaroslava Kretschmerová. Natočeno v roce 1990.[4]